# Des Fremdlings Abendlied
Des Fremdlings Abendlied ist der Titel eines 1821 erschienenen Gedichts von Georg Philipp Schmidt von Lübeck. Herausgegeben wurde es im Rahmen eines Gedichtbands Schmidt von Lübecks durch Heinrich Christian Schumacher. Das Werk ist auch unter dem Titel Der Wanderer bekannt, den Franz Schubert seiner Vertonung des Gedichts gegeben hat. Das melancholische Gedicht gehört, nicht zuletzt dank der vielzitierten Schlusszeile und der Schubert-Vertonung, zu den bekanntesten Gedichten der deutschen Romantik.

## Text
Ich komme vom Gebirge her

Die Dämm’rung liegt auf Wald und Meer;

Ich schaue nach dem Abendstern

Die Heimath ist so fern, so fern.

Es spannt die Nacht ihr blaues Zelt

Hoch über Gottes weite Welt,

Die Welt so voll und ich allein,

Die Welt so groß und ich so klein.

Sie wohnen unten Haus bei Haus,

Und gehen friedlich ein und aus;

Doch ach, des Fremdlings Wanderstab

Geht landhinauf und landhinab.

Es scheint in manches liebe Thal

Der Morgen- und der Abend-Strahl,

ich wandle still und wenig froh,

und immer fragt der Seufzer: wo?

Die Sonne dünkt mich matt und kalt,

Die Blüthe welk, das Leben alt,

Und was sie reden, tauber Schall,

Ich bin ein Fremdling überall.

Wo bist du, mein gelobtes Land,

Gesucht, geahnt und nie gekannt?

Das Land, das Land so hoffnunggrün,

Das Land, wo meine Rosen blüh’n?

Wo meine Träume wandeln geh’n,

Wo meine Todten aufersteh’n,

Das Land, das meine Sprache spricht,

Und alles hat, was mir gebricht?

Ich übersinne Zeit und Raum,

Ich frage leise Blum’ und Baum;

Es bringt die Luft den Hauch zurück:

„Da, wo du nicht bist, ist das Glück!“

## Analyse

### Formale Aspekte
Das Gedicht umfasst acht Strophen zu je vier Zeilen mit vierhebigen Jamben. Es verwendet ausschließlich Paarreime.

### Inhaltliche Aspekte
Die erste Strophe beginnt mit der Schilderung einer malerischen Seelenlandschaft. In den Strophen 1 bis 5 wird die Schwermut des lyrischen Ichs dargestellt. Es ist von einer Sehnsucht nach Heimat getrieben, kann aber in der „vollen“ und „großen Welt“ nicht bestehen. Ebenso distanziert es sich von der Gesellschaft, deren Reden ihm als „tauber Schall“ erscheinen, wobei es zugleich das „friedliche“ Leben anderer Menschen bewundert. Seine Sehnsucht macht ihm eine Rückkehr in die unvollkommene Welt unmöglich, weshalb es schwermütig konkludiert: „Ich bin ein Fremdling überall.“
Die Strophen 6 und 7 bringen die Wunschvorstellungen des lyrischen Ichs von einem „gelobten Land“, das es vergeblich gesucht und geahnt hat, zum Ausdruck. In diesem Land manifestieren sich die innersten Wünsche des lyrischen Ichs.
Die abschließende achte Strophe drückt die Unvereinbarkeit der Natur seiner Innenwelt mit jener der Außenwelt aus und endet mit dem tragisch anmutenden „Hauch der Luft“: „Da, wo du nicht bist, ist das Glück.“

### Bedeutung
Das in melancholischem Ton verfasste Gedicht ist ein typisches Werk der deutschen Romantik. Es behandelt zahlreiche wesentliche Motive romantischer Lyrik, wie etwa Sehnsucht, Heimweh, Einsamkeit, Weltschmerz und Wanderschaft. Die letzte Zeile des Gedichts gehört zu den bekanntesten Zitaten der Romantik, da sie sentenzenhaft das romantische Gefühl des Weltschmerzes, der Verzweiflung aufgrund der Unzulänglichkeit der Welt und der unstillbaren Sehnsucht, zum Ausdruck bringt.
Der Vers Land, das meine Sprache spricht wurde 1980 als Titel einer Verfilmung der Erzählung Der 20. Juli von Alexander Lernet-Holenia verwendet.  

## Vertonungen Franz Schuberts

### Der Wanderer
Für seine Vertonung versah Franz Schubert das Gedicht mit dem Titel „Der Wanderer“ und gewichtete somit das Wandermotiv noch stärker. Er kürzte das Gedicht, nahm leichte Änderungen am Text vor und löste die Strophenstruktur auf. Das Lied trägt im Schubert-Werkverzeichnis die Nummer D 489 (in einer früheren Version des Verzeichnisses: D 493) und ist nicht zu verwechseln mit dem Lied D 649, das gleichfalls den Titel „Der Wanderer“ trägt, aber ein anderes Gedicht (von Friedrich von Schlegel) vertont.
Das Lied ist in cis-Moll gehalten. Das Vorspiel ist geprägt von Triolen in wechselnden Akkorden und nimmt die melancholische Stimmung vorweg. Der schwermütige Anfangsteil ist mit „Sehr langsam“ überschrieben und steigert sich beim Übergang zur Beschreibung des „gelobten Landes“ (bei Schubert „geliebtes Land“) über „Etwas geschwinder“ bis zu „Geschwind“. Der tragische Schlussteil, der freilich in Dur endet, ist wieder a tempo zu spielen. Neben diesen Tempowechseln ist das Stück auch reich an Crescendi, Decrescendi, Dissonanzen und anderen dramatisierenden Stilmitteln.

### Wanderer-Fantasie
In der viersätzigen Wanderer-Fantasie für Klavier verarbeitete Schubert die musikalischen und außermusikalischen Themen seines Liedes.

## Einspielungen
- Franz Schubert: „Der Wanderer“ auf der CD schubert lieder mit Dietrich Fischer-Dieskau und Gerald Moore. Deutsche Grammophon GmbH, Hamburg 2003.
- Franz Schubert: „Der Wanderer“ D 489, Interpretation des Liedes von Heinrich Schlusnus auf YouTube
- Franz Schubert: „Der Wanderer“ D 493, Interpretation des Liedes von Dietrich Fischer-Dieskau auf YouTube
- Franz Schubert: Wanderer-Fantasie auf der gleichnamigen CD mit Maurizio Pollini. Deutsche Grammophon GmbH, Hamburg 1996.